# هزورعيم
هزورعيم (بالعبرية: הַזּוֹרְעִים‏) هو موشاف ديني في شمال إسرائيل. يقع على بعد ثلاثة كيلومترات جنوب غرب طبريا، ويقع ضِمن نطاق مجلس الجليل الأسفل الإقليمي. في 2019، بلغ عدد سكانه 1,060.

## التاريخ
أُنشِئت القرية في 23 مايو 1939 كمُستوطنة على طريقة السور والبرج، من قِبل مهاجرين يهود من أوروبا، معظمهم من ألمانيا وهولندا، وانضم إليهم بعد فترة مهاجرون من شمال أفريقيا. كان المؤسسون ينتمون إلى اتحاد رواد الدين، وحركة شباب عزرا، وشبيبة مزراحي.